# St-Jean (Goxwiller)

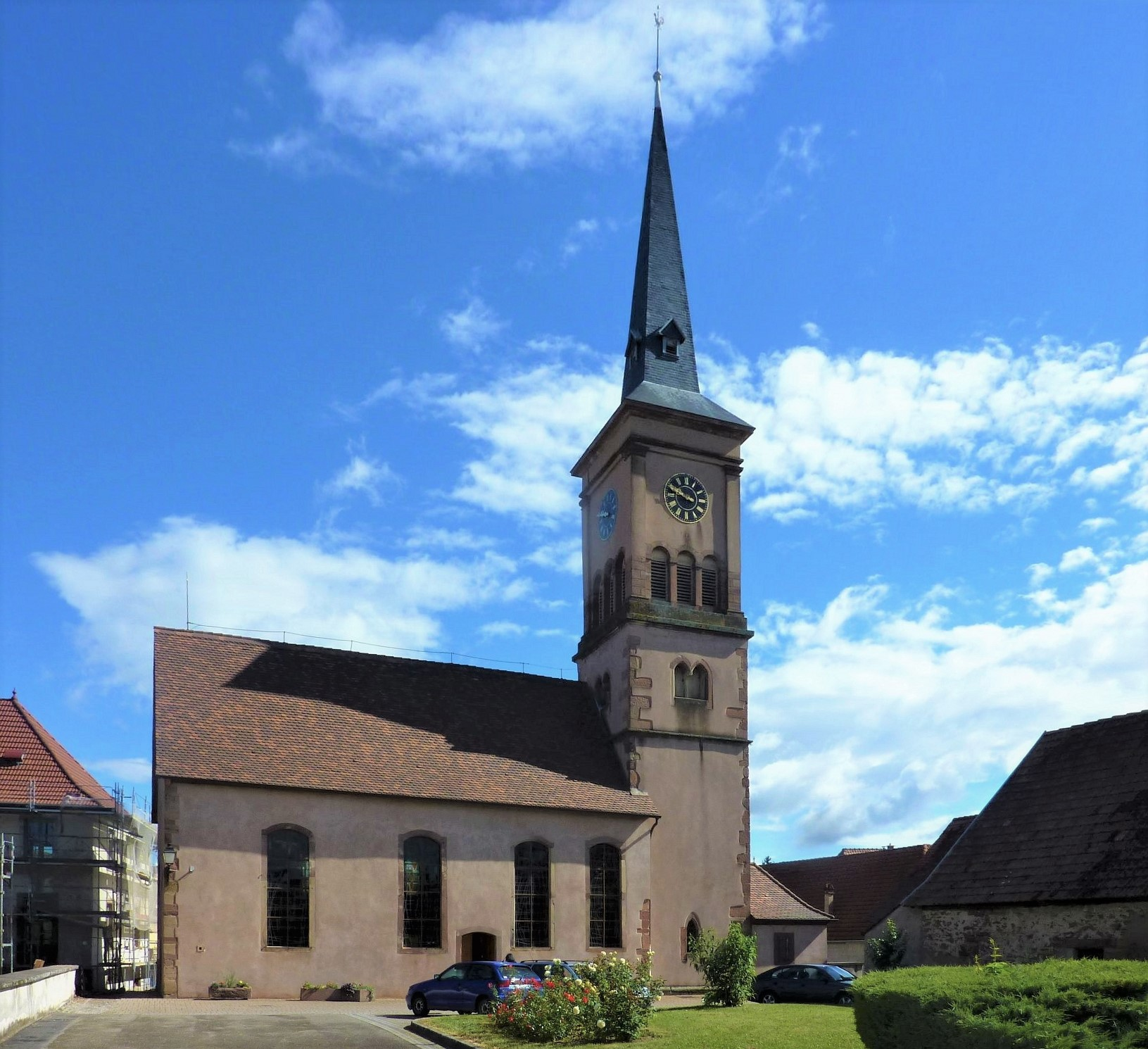
Kirche Saint-Jean zu Goxwiller

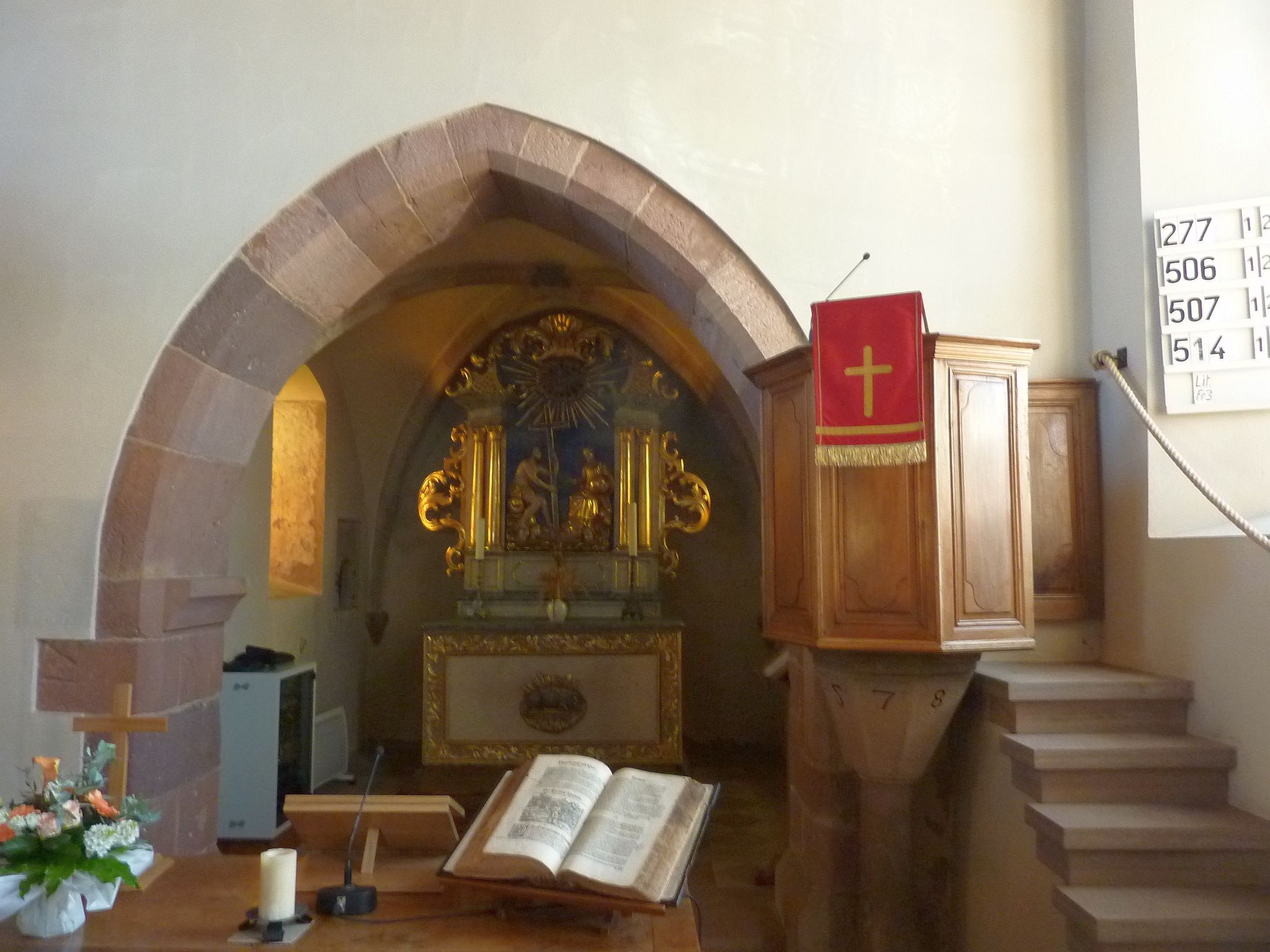
Blick zum gotischen Chorraum

Saint-Jean (eigentlich: Saint-Jean-à-la-Porte-Latine; deutsch St. Johannes vor dem lateinischen Tor) ist ein Kirchengebäude der lutherischen Protestantischen Kirche Augsburgischen Bekenntnisses von Elsass und Lothringen in Goxwiller (Département Bas-Rhin) in Frankreich. Die Kapelle im Chorturm dient dem römisch-katholischen Gottesdienst. Die Kirche ist eingetragen im Verzeichnis des kulturellen Erbes in Frankreich.

## Geschichte
Die Kirche wurde 1371 erstmals erwähnt, der gotische Chorturm stammt aus der Zeit um 1400. Der Chorraum enthält Fresken aus dem 15. Jahrhundert, die die Heiligen Antonius und Christophorus darstellen. Der Turm wurde im 19. Jahrhundert erhöht. Das Langhaus stammt aus dem 18. Jahrhundert. 1554 wurde an der Kirche die Reformation eingeführt. Auf Anordnung der französischen Regierung unter Ludwig XIV. wird die Kapelle im Turmuntergeschoss seit 1685 von Lutheranern und Katholiken als Simultaneum genutzt. Die Kirche besitzt eine Johann-Conrad-Sauer-Orgel von 1811, die als Monument historique eingetragen ist.